# Cees Gerdes
Cees Gerdes (Zaandam, 13 augustus 1986) is een Nederlands acteur en model. Cees volgde een jaar lang een opleiding bij Toneelschool de Trap. Op dit moment volgt hij de opleiding Media & Informatiemanagement aan de Hogeschool van Amsterdam. Sinds december 2008 is Gerdes te zien als Willem Hooft in Goede tijden, slechte tijden.

## Carrière

### Acteur
Film
- SpangaS op Survival - Sydney Huibers (2009)

Televisie
- Onderweg naar Morgen - JJ (2008)
- S1NGLE - Postbode (2009) / Damian (2010)
- Goede tijden, slechte tijden - Willem Hooft (2008-2009)
- SpangaS - Sydney Huibers (2009, 2011)
- Kinderen Geen Bezwaar - Martijn (2009)

### Commercials
- Douwe Egberts
- ANWB
- Philips
- Coca-Cola